# 日本亞細亞航空
日本亞細亞航空（日語：日本アジア航空）是日本航空的子公司，簡稱日亞航，於1975年8月8日成立，9月15日正式營運，成立的原因是自從中華民國與日本斷交後，中華人民共和國要求具官方色彩的日本航空停止台灣航線的營運。但因台灣與日本間的航空需求仍大，故另外成立了日亞航以飛航台灣航線。
名義上雖然是日亞航營運，但實際上也常調用日本航空的飛機飛行；而日亞航由於專營台日航線，故日亞航的飛機上的刊物、逃生手冊除了英日雙語外也加印了台灣所使用的正體中文，而日亞航也曾招募過具有一定日語能力的台籍空服員。值得一提的是，日亞航自始至終仍未發生嚴重事故與死傷，即使是後來的日航與其他日籍航空公司迄今未在台日航線發生過嚴重事故與死傷。
2000年代，由於日本航空已經完全民營化，不再帶有政治色彩，與台灣的航線便可開放。根據2007年的台日航約修正，2008年4月1日，成立32年、專為台日航線成立的日本亞細亞航空正式走入歷史，整併進日本航空，原台日航線之航班編號改用日航之編號，並以日航塗裝機隊飛行。

## 過去使用機種

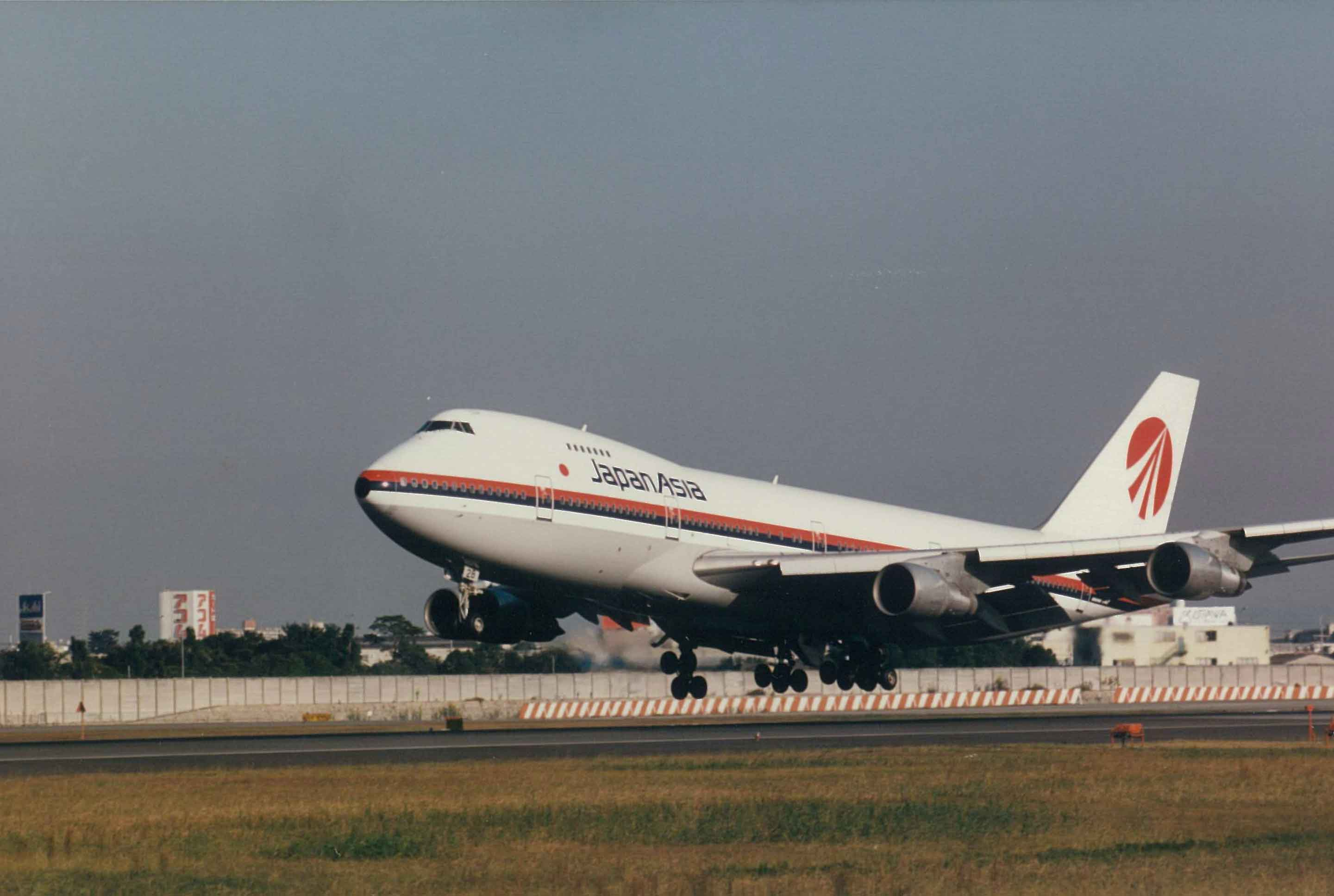
波音747-200B（初代塗装、Japan Asia）
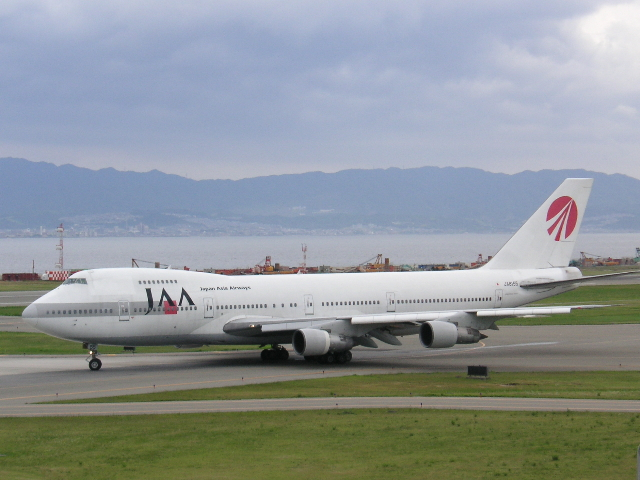
波音747-200B（第二代塗装、Japan Air Airway）
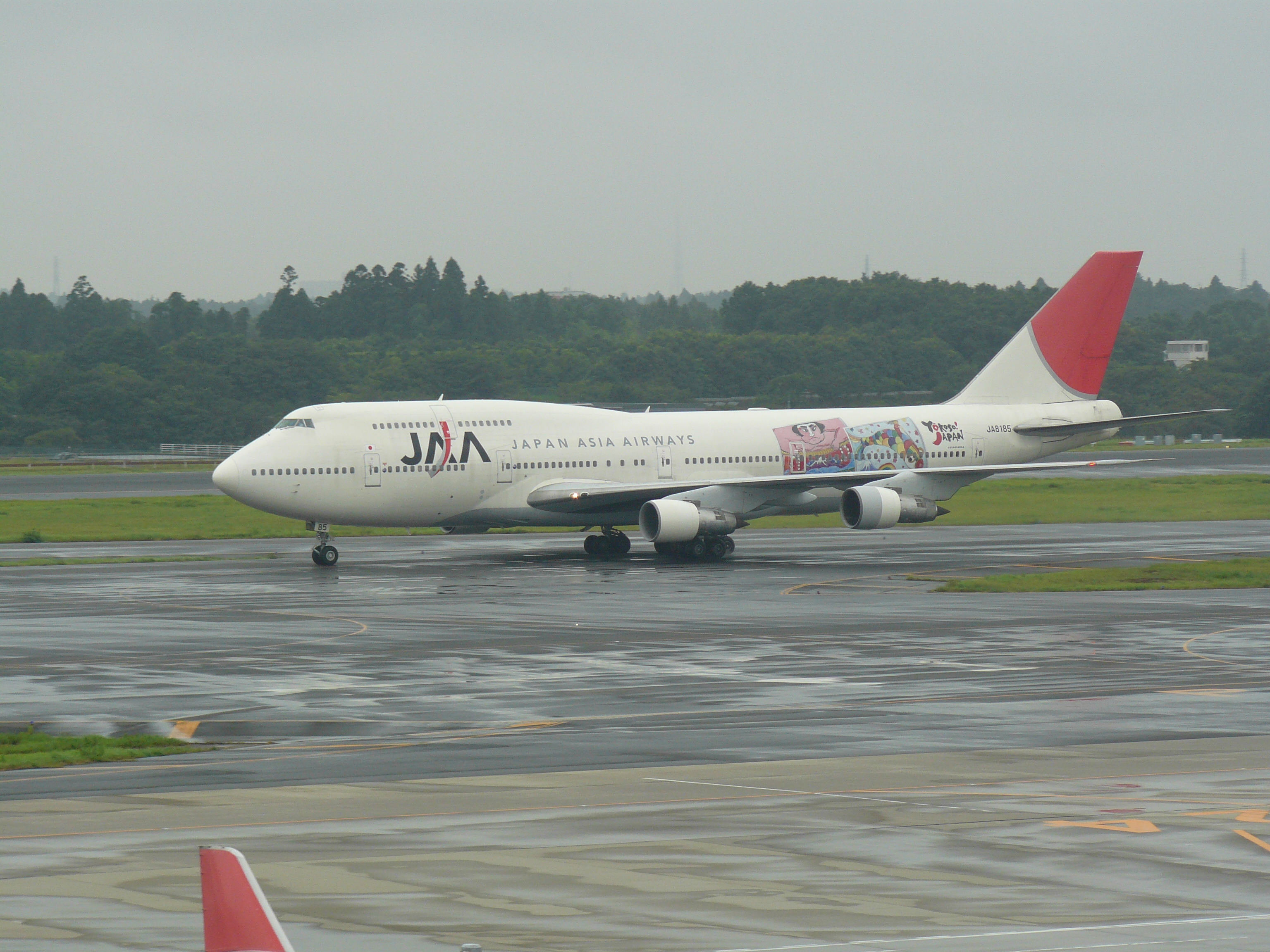
波音747-300（第三代塗装）
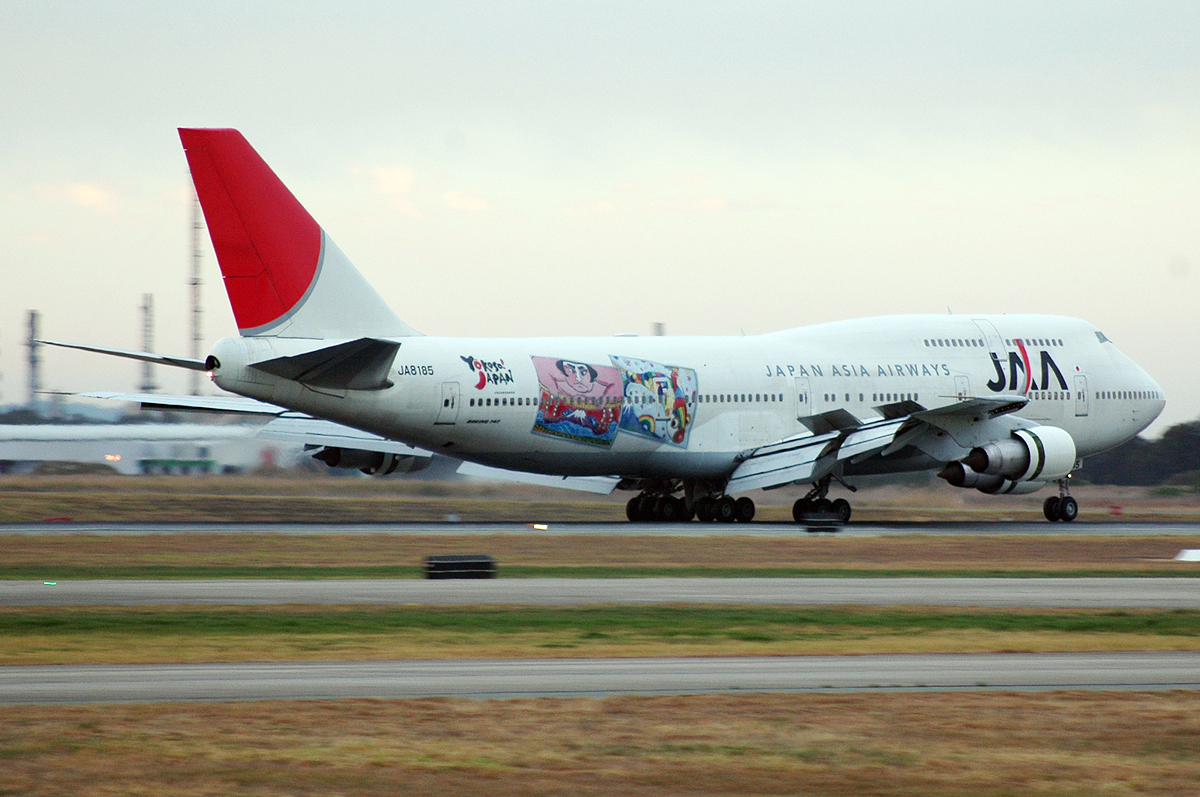
第三代塗装波音747-300
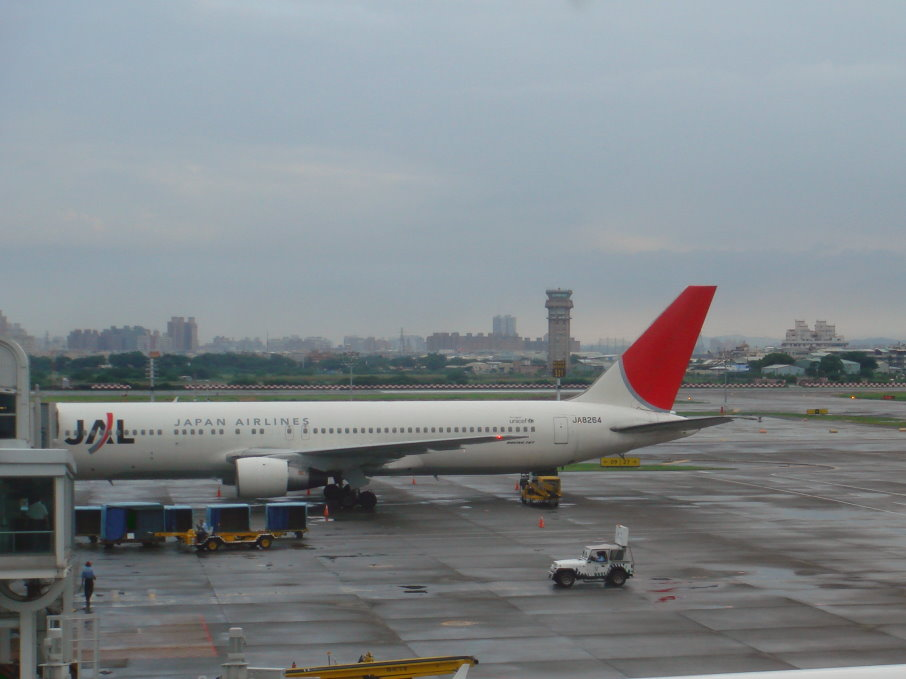
日亞航使用日本航空的767飛行高雄－成田航線
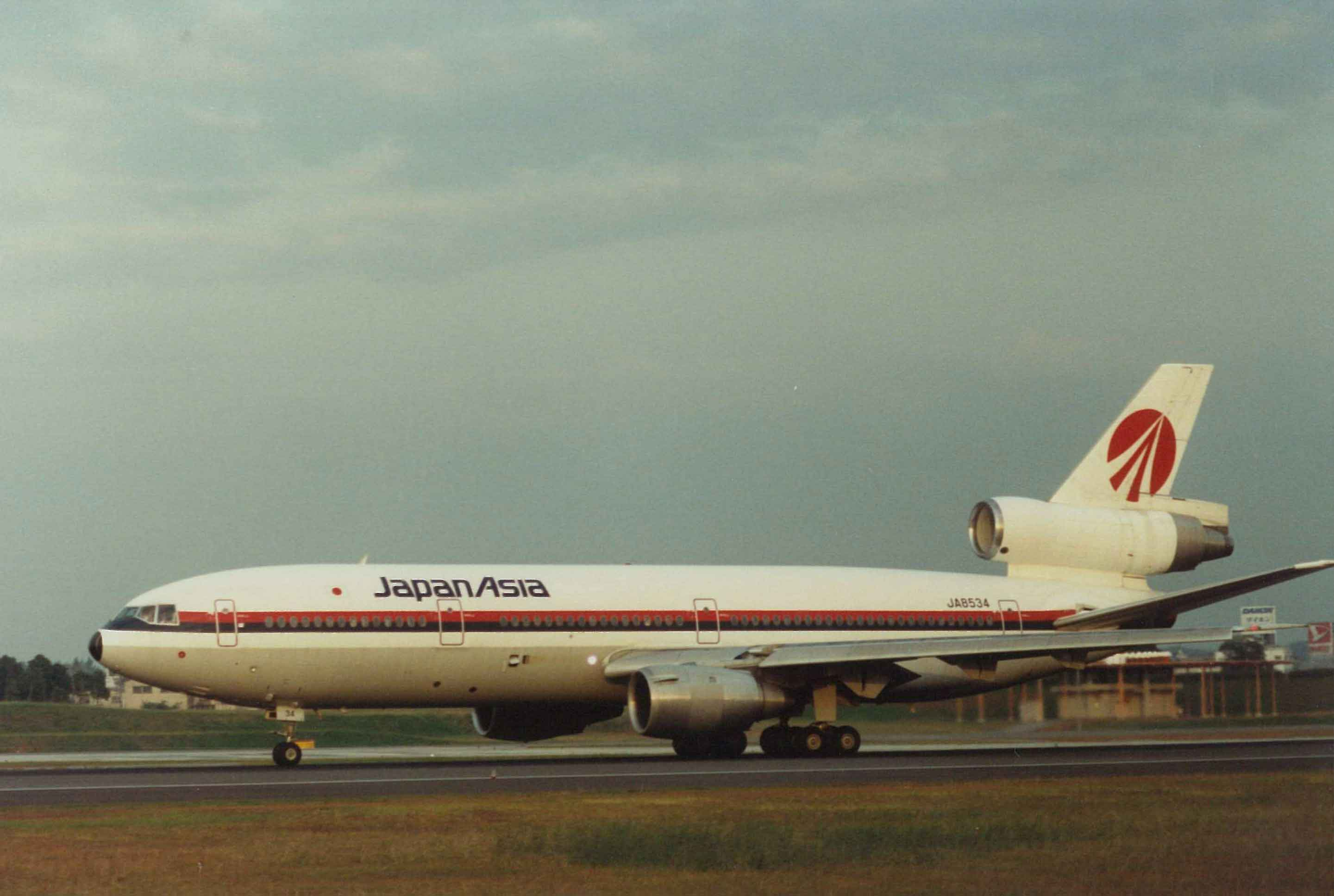
日亞航麥道DC-10初代塗装
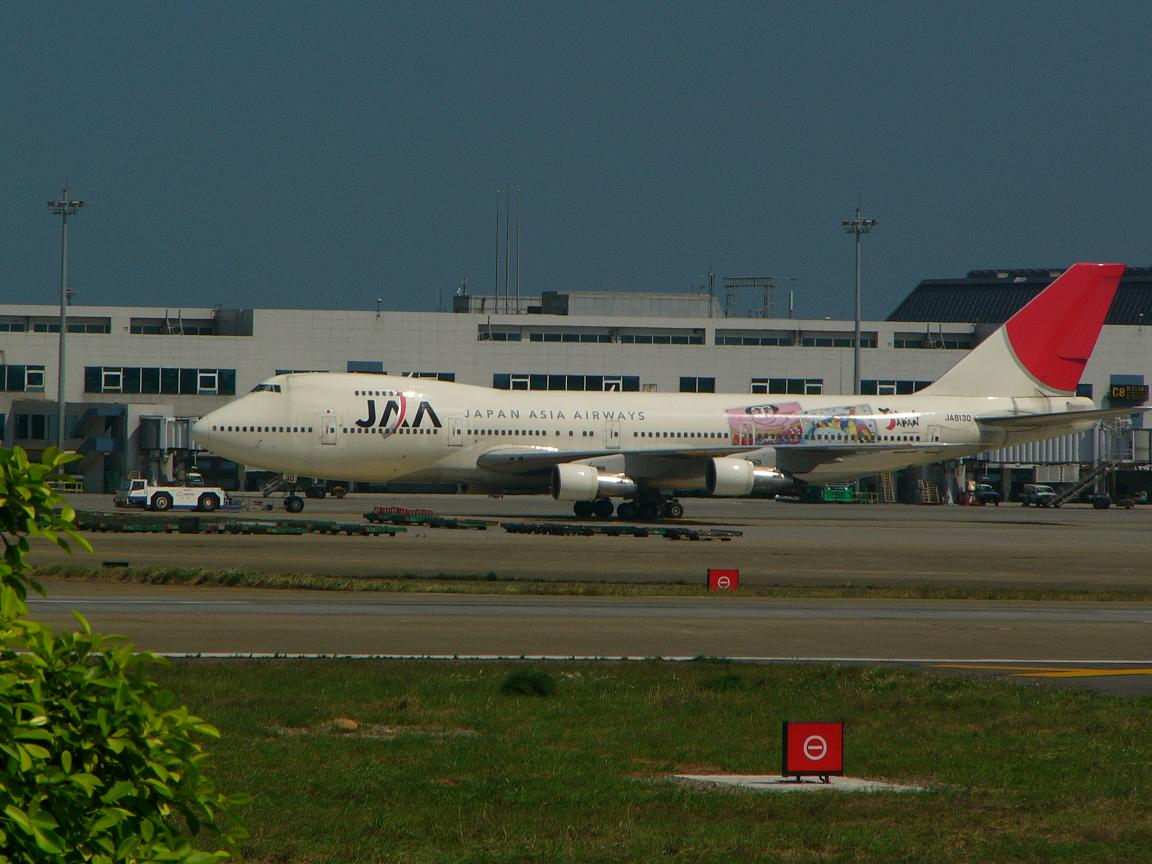
日亞航波音747-200B彩繪飛機（台灣桃園國際機場）
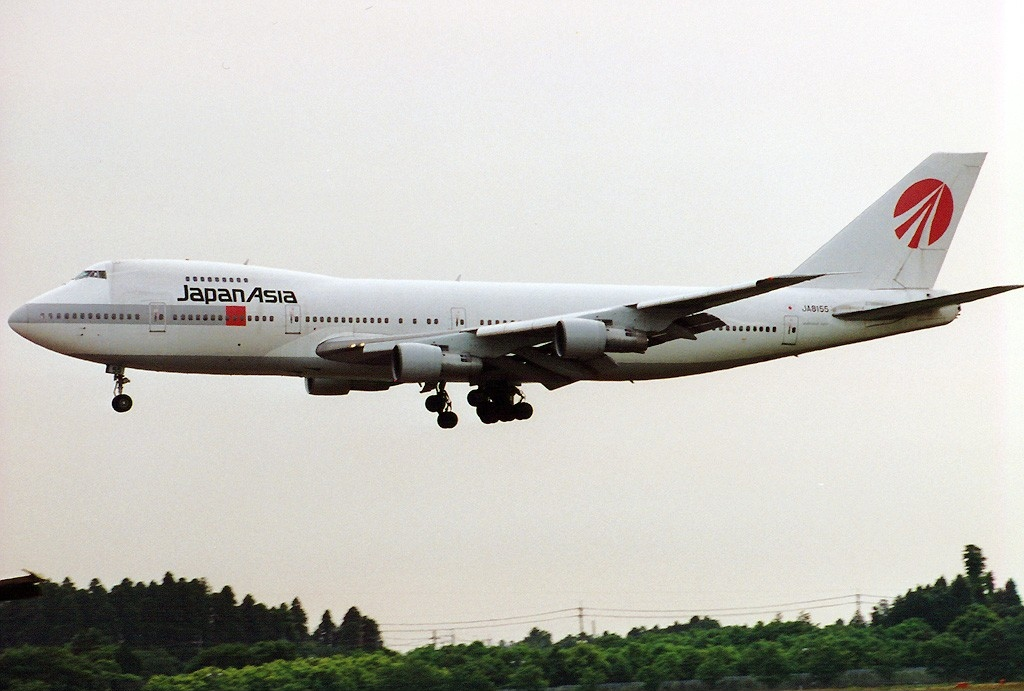
日亞航波音747-246B第二代塗裝
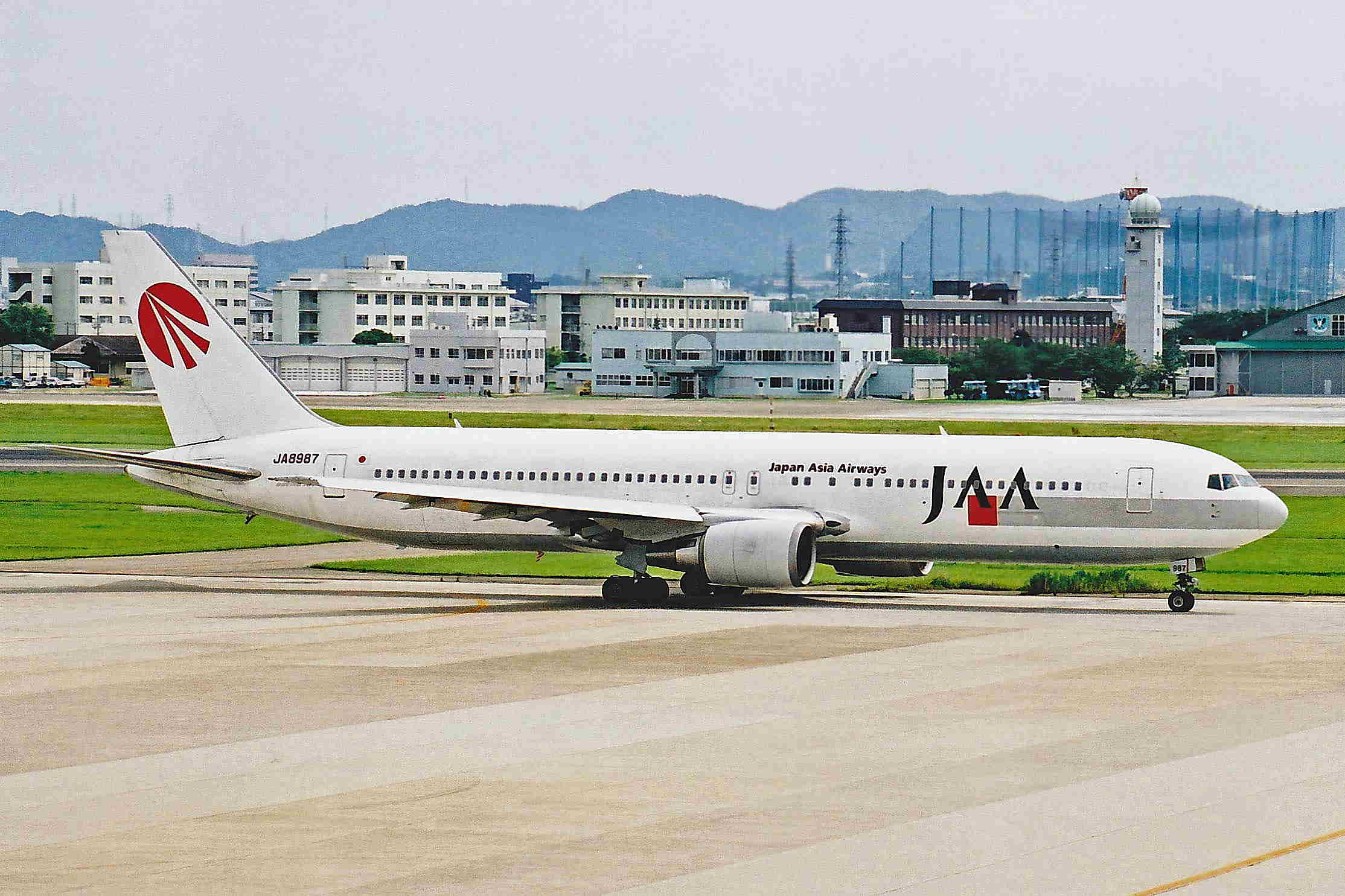
日亞航波音767-300第二代塗裝
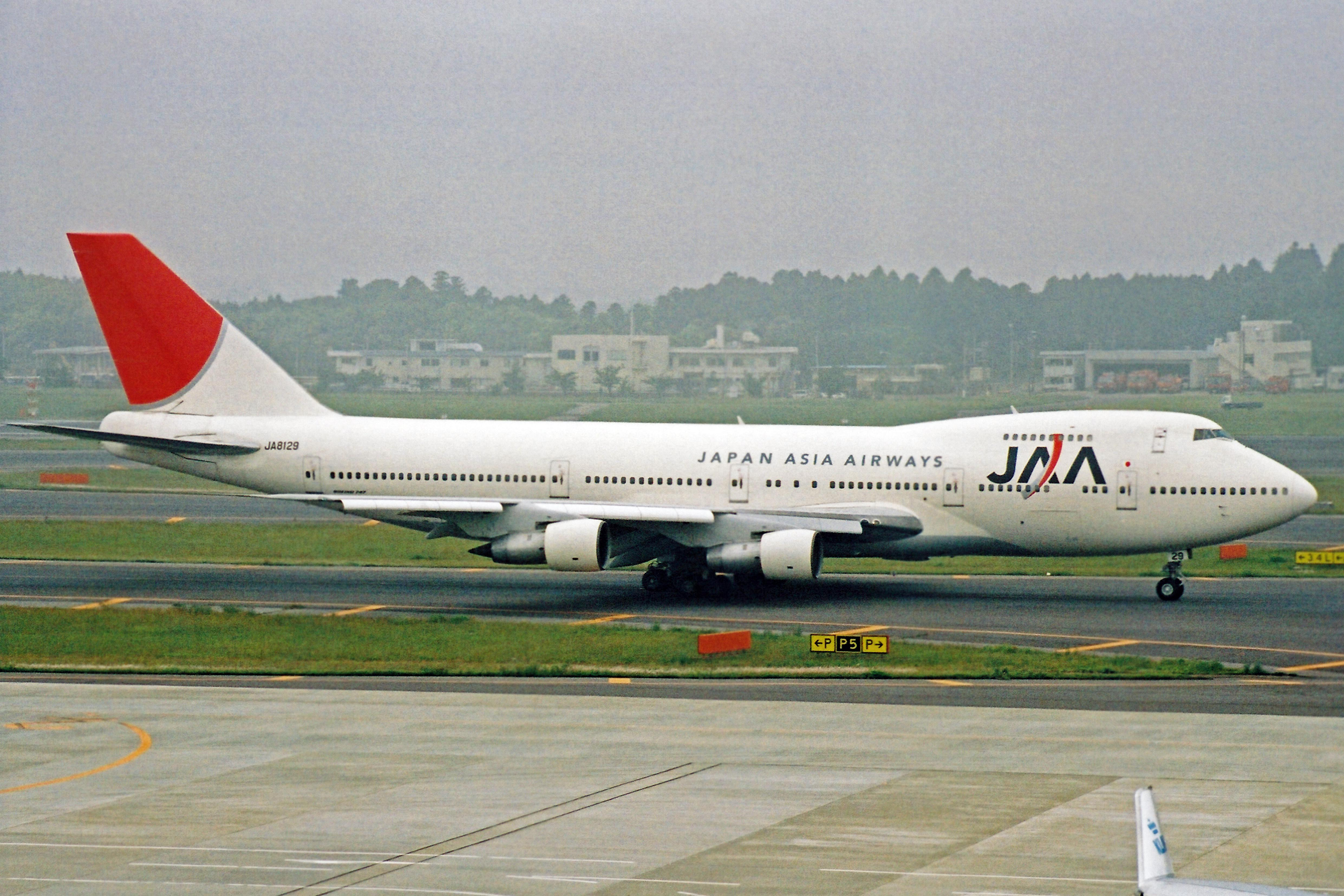
日亞航波音747-246B第三代塗裝，垂直尾翼取消了單獨標誌，改為和日本航空相同的「日之弧」標誌

## 以往航點
- 日本
  - 名古屋（中部國際機場）
  - 大阪（關西國際機場）
  - 東京（成田國際機場）
- 台灣
  - 台北（台灣桃園國際機場）
  - 高雄（高雄國際機場）

過去日亞航亦曾承辦來往香港及台北、沖繩島及馬尼拉航線，亦是唯一一間台灣民航局批准提供來往桃園及高雄接駁航班的外籍航空公司。

## 其他國家的類似航空公司
因為有了日亞航的先例，許多曾飛航台北的航空公司也成立了類似的子公司，但大多數實際上只是將飛機塗裝改變而已，並非真正航空公司，且沒有自己的IATA/ICAO代碼。
- 英亞航（British Asia Airways）是英國航空的子公司。
- 法亞航（Air France Asie）與法亞貨運航空（Air France Cargo Asie）是法國航空的子公司。
- 荷亞航（KLM Asia）是荷蘭皇家航空的子公司，在日亞航併入日本航空時，是唯一仍以自有班機飛航台灣的歐洲航空公司。
- 瑞士亞洲航空（Swissair Asia）是瑞士航空的子公司，因母公司倒閉重整而一同消失。
- 澳亞航（Australia Asia Airlines）是澳洲航空的子公司，在1996年時配合澳洲航空民營化後，併入澳洲航空。

另外漢莎航空曾以子公司德鷹航空（Condor Airlines）飛航台灣、全日空於2007年台日航約修訂前以子公司日空航空飛航台日航線。